# Grymeus yanga
Grymeus yanga är en spindelart som beskrevs av Harvey 1987. Grymeus yanga ingår i släktet Grymeus och familjen dansspindlar. Inga underarter finns listade i Catalogue of Life.